# Повіт Ватарі
Пові́т Вата́рі (яп. 亘理郡, わたりぐん, МФА: [wataɾʲi guɴ]) — повіт в префектурі Міяґі, Японія.